# Parapsammophila cyanipennis
Parapsammophila cyanipennis är en biart som först beskrevs av Lepeletier de Saint Fargeau 1845.  Parapsammophila cyanipennis ingår i släktet Parapsammophila och familjen grävsteklar. Inga underarter finns listade i Catalogue of Life.